# Bartókpizzicato
Een bartókpizzicato is een pizzicato waarbij de snaar tegen de hals van het snaarinstrument klapt en daarmee, tegelijk met de toon, een duidelijke tik laat horen, waardoor het snaarinstrument tevens als slagwerk fungeert. Het is genoemd naar de componist Béla Bartók, die het een aantal malen voorschreef, onder meer in zijn Vierde Strijkkwartet.
Gustav Mahler schreef overigens het effect al eerder voor, in zijn zevende symfonie, met de woorden "So stark anreißen, daß die Saiten an das Holz anschlagen."